# Pontarlier
Pontarlier là một xã trong vùng hành chính Franche-Comté, thuộc tỉnh Doubs, quận Pontarlier (quận), tổng Pontarlier. Tọa độ địa lý của xã là 46° 54' vĩ độ bắc, 06° 21' kinh độ đông. Pontarlier nằm trên độ cao trung bình là 837 mét trên mực nước biển, có điểm thấp nhất là 811 mét và điểm cao nhất là 1323 mét. Xã có diện tích 41.35 km², dân số vào thời điểm 1999 là 18.360 người; mật độ dân số là 444 người/km².

## Thông tin nhân khẩu
| 1962   | 1968   | 1975   | 1982   | 1990   | 1999   |
| ------ | ------ | ------ | ------ | ------ | ------ |
| 15 382 | 16 442 | 17 983 | 17 781 | 18 104 | 18 360 |

## Nhân vật nổi tiếng
- Philippe Grenier, bác sĩ (sinh 1865)
- Xavier Marmier nhà văn (sinh 1808)

## Địa điểm tham quan
- Lâu đài Joux (Château de Joux) được xây dựng trong thế kỉ thứ 10.
- Nhà thờ Saint Bénigne được xây dựng trong thế kỉ thứ 15.
- Viện bảo tàng Espera của Franco Sbarro (thiết kế ô tô).

## Thành phố kết nghĩa
- Villingen-Schwenningen (Đức)
- Zarautz (Tây Ban Nha)
- Yverdon-les-Bains (Thụy Sĩ)